# Ostfriesen-Zeitung
Die Ostfriesen-Zeitung (OZ) ist eine regionale Tageszeitung für Ostfriesland und erscheint in der ZGO Zeitungsgruppe Ostfriesland GmbH in Leer (Ostfriesland). Kernverbreitungsgebiet sind die Landkreise Aurich, Leer und Wittmund sowie die Stadt Emden. Die verkaufte Auflage beträgt 24.543 Exemplare, ein Minus von 40,2 Prozent seit 1998.

## Profil und Ausrichtung
Die Ostfriesen-Zeitung sieht sich als unabhängige und überparteiliche Tageszeitung für Ostfriesland. Der Lokalberichterstattung wird mit den Ressorts Leer, Landkreis Leer und Rheiderland, Aurich, Landkreis Aurich, Wiesmoor und Großefehn, Küste und Inseln, Emden und Hinte/Krummhörn abgedeckt. Freitags wird die Zeitung um eine Beilage mit Nachrichten aus dem Vereinsleben in Ostfriesland ergänzt.
Der Mantelteil der Ostfriesen-Zeitung wird von den Redakteuren aus zugelieferten Inhalten der Neuen Osnabrücker Zeitung und der Nachrichtenagentur dpa zusammengestellt.
Die Ostfriesen-Zeitung unterhält sechs Lokalredaktionen. Die Redaktionsstandorte sind Leer, Emden, Aurich, Norden, Wiesmoor und Weener. In Wittmund befindet sich eine Korrespondentenstelle. Zudem funktioniert die Redaktion des General-Anzeigers für die Leeraner Ausgabe der OZ ähnlich wie eine Lokalredaktion. Hauptsitz der Redaktion ist Leer. Chefredakteur der Ostfriesen-Zeitung ist seit November 2023 Lars Reckermann, er ist gleichzeitig Chefredakteur des General-Anzeigers und der Borkumer Zeitung.

## Geschichte
Die Geschichte der Zeitung reicht zurück bis ins Jahr 1848, als am 15. April zum ersten Mal das Leeraner Abendblatt verlegt wurde. Anfangs erschien es nur dienstags und samstags mit einem Umfang von vier Seiten. Später kamen weitere Erscheinungstage und zusätzliche Seiten hinzu. 1936 änderte sich der Titel in Ostfriesische Tageszeitung.
Nach dem Ende des Zweiten Weltkriegs erschien am 1. September 1949 zum ersten Mal die Ostfriesen-Zeitung. Sie war eine Unterausgabe der Oldenburger Nordwest-Zeitung für den Regierungsbezirk Aurich. Am 1. November 1950 gründeten die vier ostfriesischen Verleger die Ostfriesen-Zeitung GmbH, nachdem der Oldenburger Verleger Fritz Bock die Ostfriesen-Zeitung an diese vier Verlegerfamilien verkauft hatte. Bis 1956 wurde die Zeitung in Leer von der Druckerei Rautenberg in der Norderstraße gedruckt, dann übernahm die Leeraner Druckerei D. H. Zopfs und Sohn in der Brunnenstraße. Dort wurden auch Zeitungsredaktion und -verwaltung angesiedelt. Am 20. Oktober 1973 erfolgte der Umzug der Ostfriesen-Zeitung in die Maiburger Straße in Leer-Logabirum.
1979 stellte die Ostfriesen-Zeitung auf Fotosatz um.
Seit 2002 wird die Ostfriesen-Zeitung durch die ZGO Zeitungsgruppe Ostfriesland GmbH verlegt, welche mit Übernahme vom General-Anzeiger durch die Ostfriesen-Zeitung gegründet wurde. Bis zum Oktober 2007 war die Nordwest-Zeitung Oldenburg an der ZGO Zeitungsgruppe Ostfriesland GmbH beteiligt, musste ihre Anteile aber aus kartellrechtlichen Gründen verkaufen.
Als E-Paper erschien die Ostfriesen-Zeitung erstmals 2004. Zum digitalen Angebot der Ostfriesen-Zeitung gehören außerdem Apps (seit 2012) und eine Homepage mit kostenpflichtigen Inhalten.
Im Online-Archiv der Ostfriesen-Zeitung können die Nutzer seit 2013 nach alten Ausgaben, Webinhalten, Videos und Bildergalerien recherchieren.
2016 wurde die volle Nutzung der Website kostenpflichtig. Die seit 2008 unter den Namen ostfriesen.tv eingebundenen Videos aus der Region sind kostenlos zugänglich.
Am 1. Januar 2020 wurde die Erscheinungsweise mit vier Teilausgaben für Leer, Emden/Norden, Aurich/Wittmund und Rheiderland durch eine Gesamtausgabe für ganz Ostfriesland abgelöst.

## Erscheinungsweise
Die Ostfriesen-Zeitung ist eine Morgenzeitung und erscheint sechsmal in der Woche von montags bis sonnabends. Am 1. Januar 2021 wechselte die Zeitung vom Berliner Format zum Rheinischen Format. Die E-Paper-Ausgabe der Zeitung ist bereits am Vorabend des Erscheinungstags abrufbar.

## Auflage
Die Ostfriesen-Zeitung hat wie die meisten deutschen Tageszeitungen in den vergangenen Jahren an Auflage eingebüßt. Die verkaufte Auflage ist in den vergangenen 10 Jahren um durchschnittlich 3,6 % pro Jahr gesunken. Im vergangenen Jahr hat sie um 3,9 % abgenommen. Sie beträgt gegenwärtig 24.543 Exemplare. Der Anteil der Abonnements an der verkauften Auflage liegt bei 89,5 Prozent.
| 1998  | 1999  | 2000  | 2001  | 2002  | 2003  | 2004  | 2005  | 2006  | 2007  | 2008  | 2009  | 2010  | 2011  | 2012  | 2013  | 2014  | 2015  | 2016  | 2017  | 2018  | 2019  | 2020  | 2021  | 2022  | 2023  | 2024  |
| ----- | ----- | ----- | ----- | ----- | ----- | ----- | ----- | ----- | ----- | ----- | ----- | ----- | ----- | ----- | ----- | ----- | ----- | ----- | ----- | ----- | ----- | ----- | ----- | ----- | ----- | ----- |
| 41064 | 40892 | 40365 | 40391 | 40212 | 38113 | 37481 | 37131 | 36835 | 37222 | 37301 | 36620 | 36870 | 35973 | 36338 | 35801 | 35326 | 34761 | 34281 | 33176 | 32364 | 31537 | 30191 | 29134 | 26820 | 25542 | 24543 |